# 三沢直子
三沢 直子（みさわ なおこ、1951年７月 - ）旧姓三上（みかみ）は、日本の心理学者・心霊学研究者。学位は、文学博士（心理学）。元臨床心理士。

## 略歴
１９８３年早稲田大学大学院文学研究科心理学専攻博士課程修了、２０００年「統合型HTP法（S-HTP）に関する臨床的・発達的基礎研究」により文学博士取得。２００２年～２００７年明治大学文学部心理臨床学科教授。
順天堂大学付属精神医学研究所、東芝病院神経科、中央鉄道病院精神神経科などで臨床心理士として働く一方で、東京都精神医学総合研究所臨床心理研究部門などで描画テスト統合型HTP法の研究を続けてきた。
子育て後は、鉄道弘済会福祉相談室「母と子の心理相談」、中野区子ども家庭支援センターなどで子育て支援・相談活動を行い、１９９９年にはNPO法人コミュニティ・カウンセリング・センターを設立、子育て支援者の養成支援活動やカナダの親教育プログラム「Nobody’s Perfect 完璧な親なんていない！」を導入・全国普及に努めた。
２０１5年からは伊勢でサラ企画を立ち上げ、心理学・心霊学関係の研究・研修・出版事業を行っている。

## 著書

### 単著

#### 心理学専門書
- 『Ｓ－ＨＴＰ法　統合型ＨＴＰ法による臨床的・発達的アプローチ』(三上直子）（誠信書房、1995）
- 『描画テストに表われた子どもの心の危機　S－HTPにおける1981年と1997～99年の比較』(誠信書房、2002)
- 『Ｓ－ＨＴＰに表れた発達の停滞』（誠信書房、2014）

#### 子ども関係の本
- 『殺意をえがく子どもたち　大人への警告』（学陽書房、1998）
- 『子どもたちはなぜ、9歳で成長が止まるのか』（実業之日本社、2004）

#### 子育て支援関係の本
- 『お母さんのカウンセリング・ルーム　三歳児神話から家庭内離婚まで』（主婦の友社、1995）
- 『新版　お母さんのカウンセリング・ルーム　“家庭で子育て”から“地域・社会での子育て”へ』（ひとなる書房、2001）
- 『働くママ専業ママ　子どものためにどっちがいいの？』（緑書房、2009）

#### 心霊学関係の本
- 『“則天去私”という生き方　心理学からスピリチュアリズムへ』（コスモスライブラリー、2006）
- 『死の向こう側 我々はどこからきてどこへ行くのか  本から学ぶスピリチュアルな世界』（三上直子）（サラ企画、2019）
- 『天の法則・地の法則 夫の末期癌1年1ヶ月の記録』（三上直子）（サラ企画、2019）
- 「天地の対話」シリーズ１『あの世とこの世の仕組み　あの世の科学者との対話を通して見えてきた真実』（三上直子）（ナチュラルスピリット、2021）
- 「天地の対話」シリーズ２『アセンションからリセット・リスタートへ　＜天地の対話による１０年間の挑戦』（三上直子）（ナチュラルスピリット、2021）
- 「天地の対話」シリーズ３『新たな地球への遺言　＜魂の対話＞を通して見えてきた人類の問題』（三上直子）（ナチュラルスピリット、2022）
- 「天地の対話」シリーズ４『現代における憑依の仕組み　オウム事件はなぜ起きたのか』(三上直子)・山川蓮 （サラ企画、2023）

### 共編著
- 『子育てカウンセリング・ルーム』三沢英夫 共著（婦人生活社、1992）
- 『愛することと働くこと　学校･家族･仕事をめぐる対話』保坂展人 共著（築地書館、1997）
- 『居場所なき時代を生きる子どもたち』宮台真司・保坂展人　共著（学陽書房、1999）
- 『密室から子どもを救済せよ　母子カプセル・学級カプセルからのSOS』尾木直樹 共著（学陽書房、2000)
- 分担執筆　｢地域における子育て支援活動｣ 67―87頁、『臨床心理学的地域援助の展開　コミュニティ心理学の実践と今日的展開』山本和郎編（培風館、2001）
- 監修『完璧な親なんていない！カナダ生まれの子育てテキスト』Ｊ．Ｗ．キャタノ著、幾島幸子訳（ひとなる書房、2002）
- 監修『親教育プログラムのすすめ方　ファシリテーターの仕事』Ｊ．Ｗ．キャタノ著、幾島幸子ほか訳（ひとなる書房、2002）
- 「子どもの心の問題に関するネットワーク」78－86、『子どもの精神医学』森則夫監修、中村和彦編集（金芳堂、2008）
- 『失敗から学ぶ　ＮＰプログラム「完璧な親なんていない！」１０年の歩み』 河津英彦 共著（公益財団法人　東京都福祉保健財団、2013）
- 『サラ・メッセージ　生と死、スピリチュアリズムの神髄』山川蓮・(三上直子) 共著（サラ企画、2016）
- 『コナン・ドイルは語る リセットのシナリオ』(三上直子)・山川蓮 共著（地湧社、2016）